# فيلافرانكا دي لوس باروس

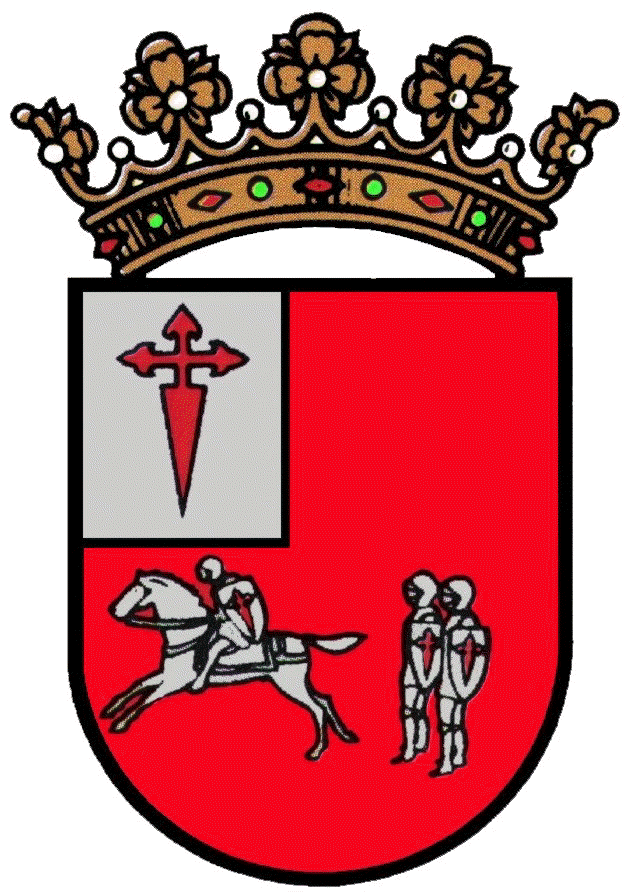
شعار البلدية

بلدية فيلافرانكا دي لوس باروس (بالإسبانية: Villafranca de los Barros)‏, هي إحدى بلديات مقاطعة بطليوس, التي تقع في منطقة إكستريمادورا, والتي تقع في غرب إسبانيا.
يبلغ عدد سكانها 13.084 نسمة وفقاً لإحصائية سنة (2007). بينما تبلغ مساحتها 104.4 كم{\displaystyle 2}. وبذلك تكون الكثافة السكانية 125.33 نسمة/كم2. تقع المدينة على ارتفاع 411 م عن سطح البحر.

## أعلام
- أنخيل كيولار
- بارتولومي كاماتشو زامبرانو

## وصلات خارجية
- الموقع الرسمي (بالإسبانية)